# Carsten Ball
Carsten Ball (Newport Beach, 20 de Junho de 1987) é um tenista profissional australiano, nascido nos Estados Unidos, ele representa a Austrália, fez final de juvenil duplas no US Open de 2005, perdendo na decisão seu melhor ranking foi em 2009, com a 123° da ATP em simples.